# Richard J. Buttery
Richard John Buttery (Reino Unido, Siglo XX) es un físico teórico del plasma británico-estadounidense. Se desempeña como director de la Instalación Nacional de Fusión DIII-D en General Atomics. Es miembro electo del Instituto de Física y de la Sociedad Estadounidense de Física.

## Biografía
Obtuvo un B.Sc. en Física y un Ph.D. en física teórica de partículas por la Universidad de Manchester en 1990 y 1994 respectivamente. Su tesis versó sobre la función de fragmentación de fotones en la cromodinámica cuántica.
Después de su graduación, se unió a la Autoridad para la Energía Atómica del Reino Unido, donde trabajó en Mega Ampere Spherical Tokamak (MAST) y Joint European Torus (JET) durante 16 años hasta 2009. Ese año, se mudó a los Estados Unidos y se unió a General Atomics como coordinador de planificación de programas para la Instalación Nacional de Fusión DIII-D. En 2012, se convirtió en director de ciencia experimental y desde entonces ha liderado el equipo científico de DIII-D.
Es miembro del comité ejecutivo de la División de Física del Plasma de la Sociedad Estadounidense de Física y del Consejo de la Organización de Plasma Ardiente de Estados Unidos. Fue elegido miembro del Instituto de Física en 2009.
En 2019, fue elegido miembro de la Sociedad Estadounidense de Física por sus "contribuciones pioneras a la comprensión de la estabilidad magnetohidrodinámica en plasmas tokamak, incluida la física de los modos de desgarro y los errores del campo magnético, y por su destacado liderazgo científico en la investigación de fusión nacional e internacional".